# Hedychium flavescens
Hedychium flavescens là một loài thực vật có hoa trong họ Gừng. Loài này được Carey ex Roscoe mô tả khoa học đầu tiên năm 1824.

## Hình ảnh

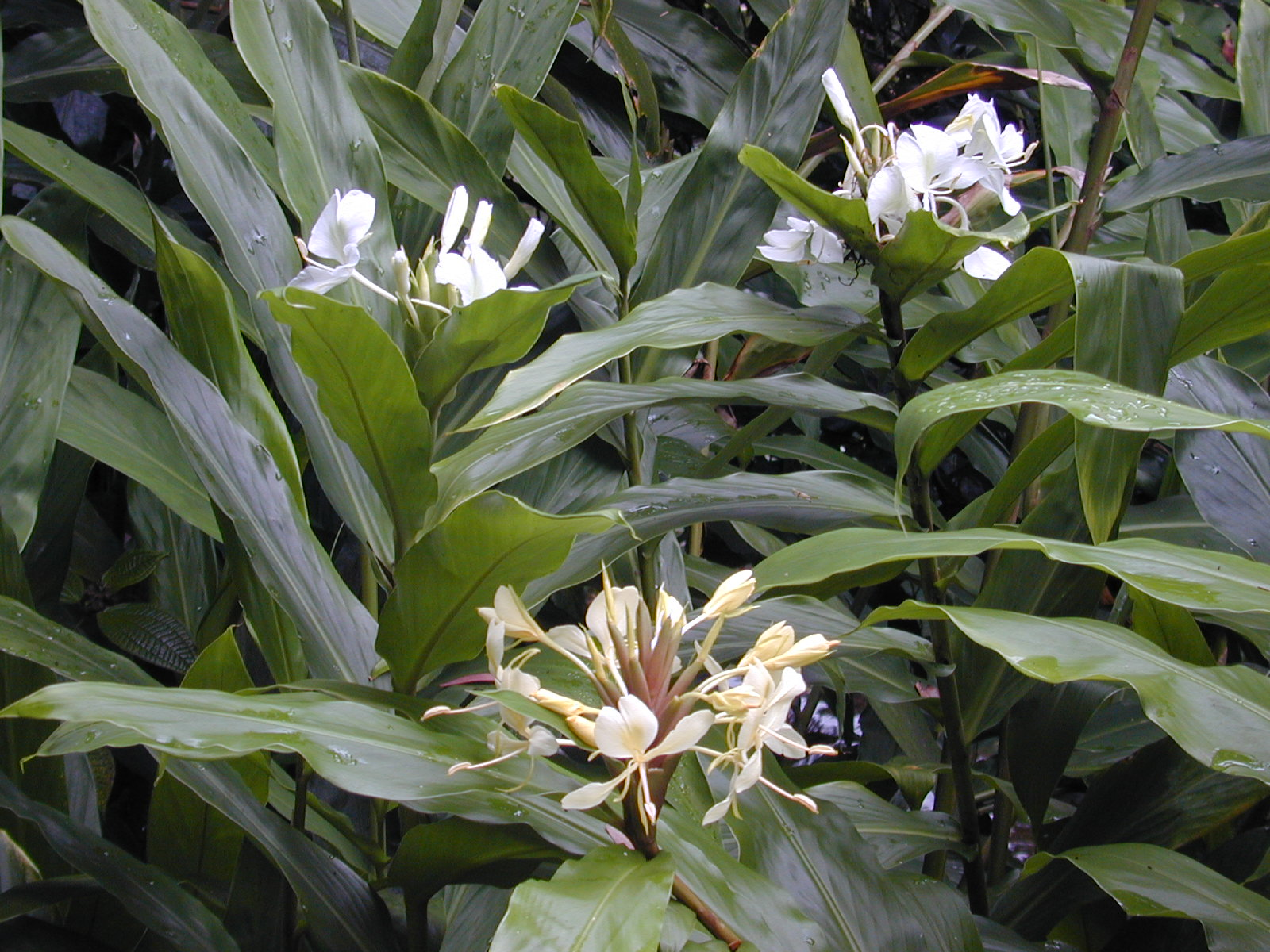
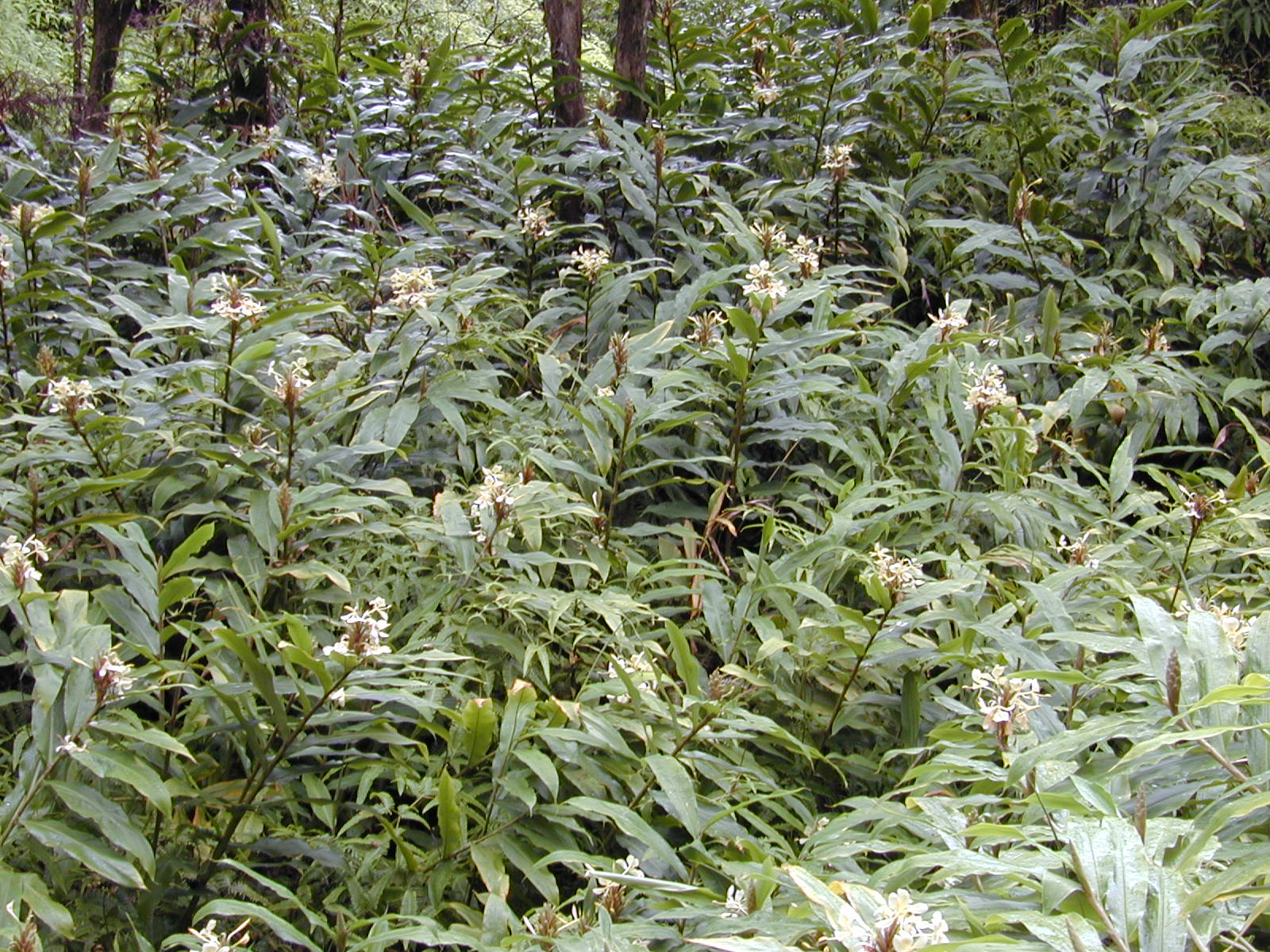
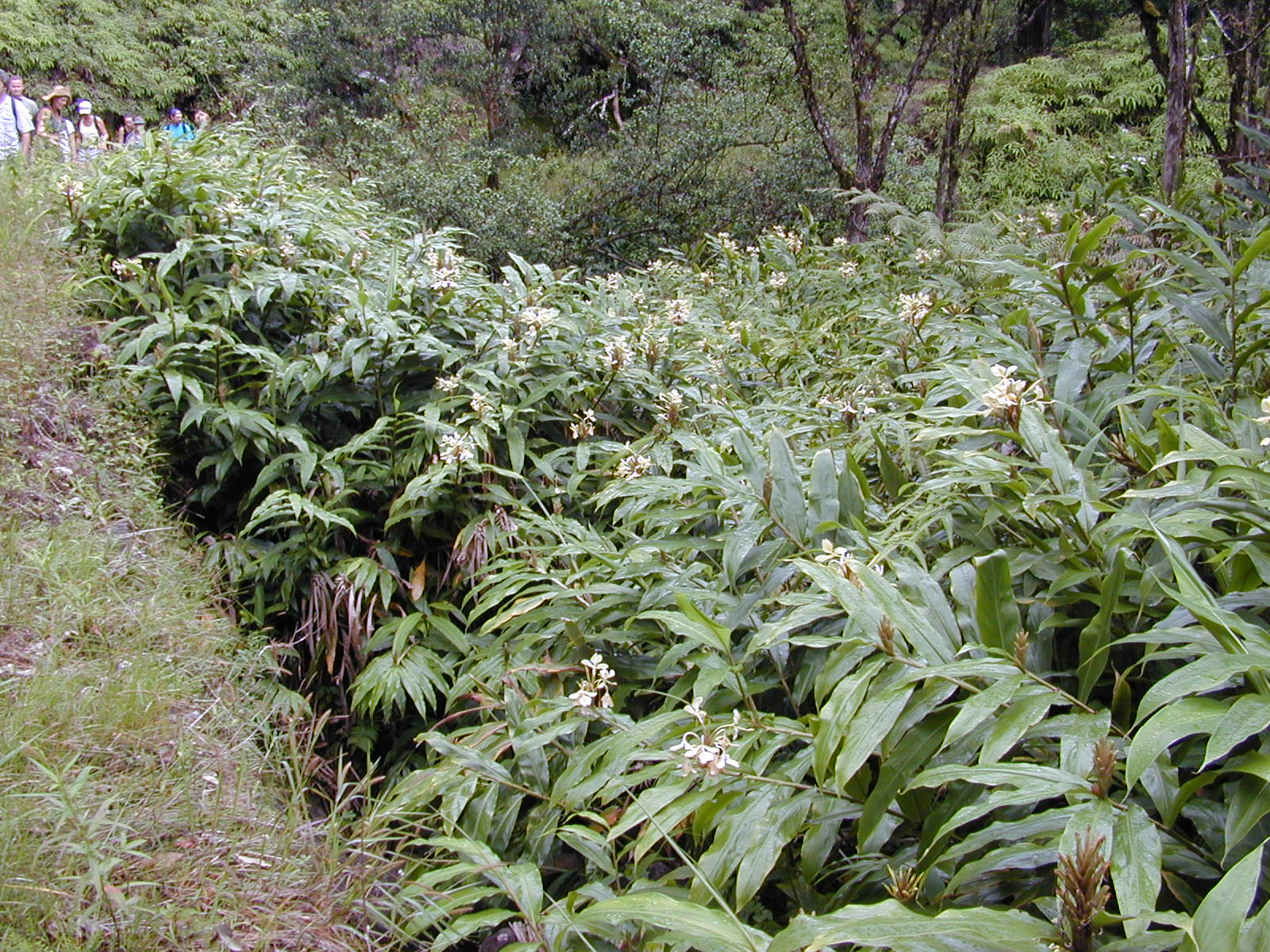
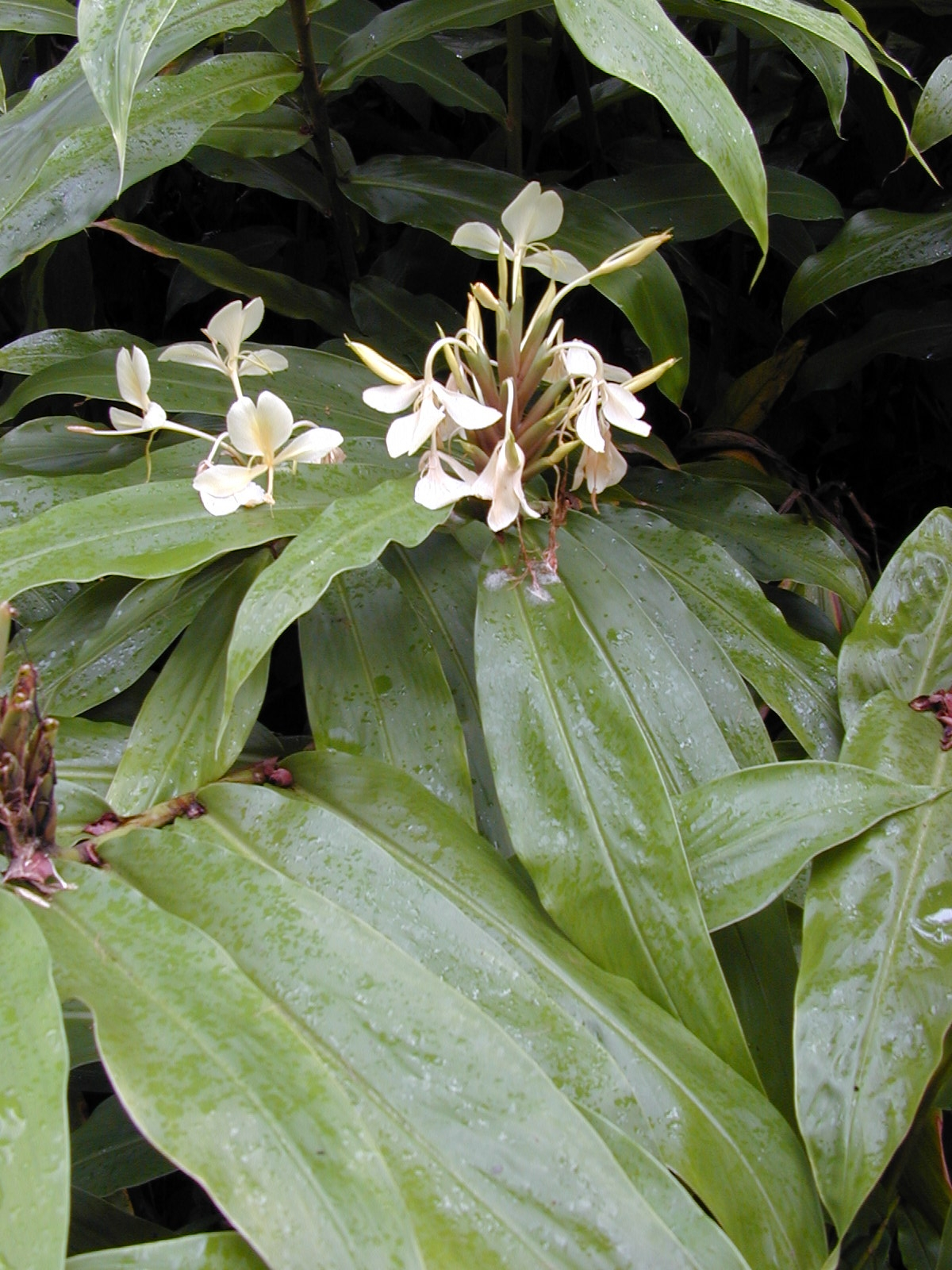